# 永和镇 (瓮安县)
永和镇，是中华人民共和国贵州省黔南布依族苗族自治州瓮安县下辖的一个乡镇级行政单位。
2013年6月24日，贵州省人民政府批复同意瓮安县部分乡镇行政区划调整，以原永和镇、老坟嘴乡地域为新设置的永和镇行政区域，镇人民政府驻垛丁村。

## 行政区划
永和镇下辖以下地区：
垛丁村、长岭村、白水河村、洗马塘村、萍水村、后坝村、红岩村、观塘村和木孔村。